# Wincenty a Paulo Pieńkowski
Wincenty a Paulo Pieńkowski, (ur. 19 lipca 1786, zm. 21 listopada 1863) – duchowny rzymskokatolicki, biskup diecezjalny lubelski w latach 1853–1863, członek Rady Stanu Królestwa Kongresowego.

## Życiorys
Święcenia kapłańskie przyjął w 1809. W 1836 został mianowany kanonikiem kapituły lubelskiej. W latach 1845–1852 był administratorem diecezji lubelskiej, 27 września 1852 został mianowany jej biskupem diecezjalnym. Sakrę biskupią otrzymał 31 lipca 1853. Popierał kwestie narodowe, choć unikał bezpośredniego zaangażowania politycznego.